# Strumień Rocznik Twórczości Polskiej
Strumień Rocznik Twórczości Polskiej w Zachodniej Kanadzie – czasopismo założone w 1999 w Burnaby przez Stowarzyszenie Artystów i Przyjaciół Sztuk "Pod skrzydłami Pegaza" oraz Bogumiła Pacak-Gamalskiego. Od nr 2/2000 wydawane przez Strumien Publishing Ltd w Surrey.
Pismo prezentuje twórczość literacką (poezja, opowiadania), eseistykę (historia sztuki, antropologia, historia, kulturoznawstwo) i prace z dziedziny sztuk wizualnych (malarstwo, rzeźba, fotografia artystyczna, rysunek) autorów zamieszkałych w Zachodniej Kanadzie. Sporadycznie prezentowani są autorzy z innych obszarów Kanady i Stanów Zjednoczonych oraz autorzy z Polski.
Redaktorem naczelnym od 1999 roku jest Bogumił Pacak-Gamalski. Od 2006 roku w skład redakcji wchodzą: prof. Anna Gradowska, historyk sztuki; mgr Krystyna Połubińska, polonistka; mgr Irena Wróblewska, historyk sztuki i edytor; prof. Andrzej Wróblewski, grafik, projektant.

## Nr 1/1999
Poeci: Bogdan Czaykowski (Vancouver), Andrzej Busza (Vancouver), Bogumił Pacak-Gamalski (Surrey), Ryszard Tylman (Vancouver), Karolina Piotrowska (Vancouver), Robert Kryłowski (Coquitlam), Edward Dornia (Surrey), Grażyna Zambrzycka (Vancouver), Roman Sabo-Walsh (Vancouver);
Sztuki plastyczne: Ryszard Wojciechowski - rzeźba, malarstwo (Burnaby), Dariusz Bebel - malarstwo (Vancouver), Robert Stefanowicz - fotografia cyfrowa (Vancouver);
Eseje: Roman Szabo-Walsh (Vancouver), Bolesław Klimaszewski (Uniwersytet Jagielloński, Kraków).

## Nr 2/2000
Poeci: Malwina Lewińska-Galon (Victoria), Halina Gur-Jazłowiecka (Victoria), Seamus Heaney (Irlandia) – tł. R. Sabo-Walsha, Tomasz Michalak (Burnaby), Al Purdy (Sidney, B.C.) – tł. B. Czaykowski;
Sztuki plastyczne: Andrzej Brakoniecki (Vancouver) – malarstwo, Ryszard Kiełb (Vancouver), malarstwo, grafika, Wiesław Repnicki (Surrey) – malarstwo;
Eseje: Bogumił Pacak-Gamalski (Surrey), Ryszard Tylman (Vancouver).

## Nr 3/2004
Poeci: Aleksandra Przybylo (Edmonton), Bill Bissett (Vancouver) – tł. T. Michalak, P.K. Page (Victoria) – tł. Anna Galon; 
Sztuki plastyczne: Sergiusz Golik (Vancouver) – malarstwo, Ryszard Wojciechowski - retrospektywa pośmiertna (Burnaby) – mixed media, Elżbieta Dyczkowska (Coquitlam) – malarstwo; Tamara Szymańska (Vancouver) – malarstwo, instalacje, mixed media.
Eseje: Bogumil Pacak-Gamalski (Surrey), Anna Galon (Victoria).

## Nr 4/2007
Poeci: Karolina Piotrowska (Vancouver), Bogumił Pacak-Gamalski (Surrey); 
Sztuki plastyczne: Mirosław Kuraś (Vancouver) – fotografia art., Marcin Budny (Vancouver) – malarstwo, Anna Kindler (Vancouver) – fotografia art.; 
Eseje: Bogumił Pacak-Gamalski (Surrey), Maria A. Jarochowska (Surrey), Andrzej J. Wróblewski (Vancouver), Omar Sangare (Warszawa, Nowy Jork), Krystyna Połubińska (Surrey), Anna Gradowska (Coquitlam).

## Nr 5/2009
Poeci: Piotr Mitzner (Polska), Artur Grabowski (Polska), Michał Murowaniecki (Polska), Krzysztof Kleszcz (Polska), Robert Miniak (Polska);
Sztuki plastyczne: Roman Duszek (USA) – rysunki, mixed media, Krzysztof Drożdżeński (Cris Droban, Vancouver) – fotografia art.;
Eseje: Maria A. Jarochowska (Surrey), Andrzej J. Wróblewski (Vancouver), Bogumił Pacak-Gamalski (Surrey), Jan Solecki (Vancouver), Anna Gradowska (Coquitlam), Krystyna Połubińska (Surrey).

## Nr 6/2010
Poeci: Grażyna Zambrzycka (Vancouver), Ryszard Tylman (Vancouver), Edward Dornia (Surrey), Karolina Piotrowska (Vancouver), Bogdan Czaykowski, Andrzej Busza (Vancouver);
Sztuki plastyczne: Roman Izdebski (Vancouver), Andrzej J. Wróblewski (Vancouver), Maria Wójtowicz (Vancouver), Zula Machnowska (Kalifornia);
Eseje: Roman Izdebski (Vancouver), Anna Gradowska (Vancouver), Andrzej J. Wróblewski (Vancouver) oraz B. Pacak-Gamalski, I. Wróblewska, K. Połubińska, M. A. Jarochowska de Kosko.

## Nr 7/2011
Poeci: Grażyna Zambrzycka (Vancouver), Leszek Chudziński (Seattle), Bolko Rawicz (Vancouver), Lidia Rozmus (Chicago), Bogumił Pacak-Gamalski, Anna Gradowska.
Sztuki plastyczne: Lidia Rozmus.
Eseje: Bożena Szałasta-Rogowska (Katowice), Anna Gradowska.

## Nr 8/2012
Poeci:  Karolina Piotrowska (Vancouver), Grażyna Zambrzycka (Vancouver), Andrzej Busza (Vancouver), Leszek Chudziński (Seattle), Dariusz Pacak (Wiedeń).
Sztuki plastyczne: Waldemar Smolarek (Vancouver), Andrzej Bebel (Vancouver).
Eseje: M. A. Jarochowska de Kosko, Bogumił Pacak-Gamalski, Mark Wegierski (Toronto), Janusz Pasterski (Rzeszów), oraz B. Szałasta Rogowska (Katowice) i D. Pacak (Wiedeń). 